# الحوض القطبي الشمالي
الحوض القطبي الشمالي (بالإنجليزية: The North Polar Basin)‏، والمعروف باسم حوض بورياليس، هو حوض كبير في نصف الكرة الشمالي من المريخ يغطي 40٪ من الكوكب. افترض بعض العلماء أن الحوض تشكل أثناء اصطدام جسم واحد كبير تقريبًا 2٪ من كتلة المريخ، ويبلغ قطره حوالي 1900   كم (1200 ميل). ومع ذلك، فإن الحوض غير معترف به حاليًا باعتباره فوهة صدمية من قبل الاتحاد الفلكي الدولي. الحوض هو واحد من أكثر المناطق المسطحة في المجموعة الشمسية، وله شكل بيضاوي. كريس بلانيتيا، موقع هبوط مركبة فايكينغ 1، هو خليج ينفتح على هذا الحوض.

## مناطق كبيرة داخل حوض بورياليس
بما أن حوض بورياليس يغطي 40% من سطح المريخ، والكثير من نصف الكرة الشمالي، فإن العديد من مناطق المريخ المعترف بها حالياً تقع داخله:
- أكسيداليا بلانيتيا
- أركاديا بلانيتيا
- بلانوم بوريوم
- يوتوبيا بلانيتيا
- فاستيتاس بورياليس

## تأثير بورياليس

### تشكيل حوض بورياليس
أحد التفسيرات المحتملة للتضاريس المنخفضة والمسطحة والخالية من الفوهات النسبية هو أن الحوض قد تشكل من خلال تأثير كبير واحد. رسمت محاكيتان لتأثير محتمل ملف تعريف للتصادم: سرعة منخفضة - من 6 إلى 10 كيلومتر (3.7 إلى 6.2 ميل) في الثانية - زاوية مائلة وقطر 1,600–2,700 كيلومتر (990–1,680 ميل). تتوافق البيانات الطبوغرافية من الماسح الشامل للمريخ مع النماذج وتشير أيضًا إلى أن الحفرة الإهليلجية لها محاور بطول 10,600 كيلومتر (6,600 ميل) و8,500 كيلومتر (5,300 ميل) تركزت على 67°N 208°E / 67°N 208°E، على الرغم من أن هذا قد حُجِبَ جزئيًا بسبب الانفجارات البركانية اللاحقة التي شكلت انتفاخ ثاريس على طول حافتها. هناك دليل على حافة ثانوية كذلك. وهذا من شأنه أن يجعل الحوض القطبي الشمالي أكبر حفرة تصادم في النظام الشمسي، ويبلغ قطرها أربعة أضعاف قطر أكبر الفوهات التالية: يوتوبيا بلانيتيا، التي يتم تضمينها داخل حوض القطب الشمالي، وحوض القطب الجنوبي-أيتكين على القمر وهيلاس بلانيتيا في نصف الكرة الأرضية الجنوبي للمريخ.
كان من الممكن أن يؤدي هذا التأثير إلى ذوبان قشرة كبيرة وزيادة عامة في معدل تكوين القشرة الأرضية لمدة 40 مليون سنة بعد التأثير. مثل هذا التأثير الكبير كان من شأنه أن يزعج الستار، يغير تيارات الحمل الحراري العادية ويسبب ارتفاعات في الهواء تزيد من كمية الذوبان في موقع الارتطام. بشكل عام، فإن مثل هذا الحدث سيزيد بالفعل من معدل تبريد المناطق الداخلية المريخية. يمكن تفسير عدم وجود حالات شاذة مغناطيسية لوحظت في نصف الكرة الشمالي بمثل هذا التأثير، حيث أن موجات الصدمة الناتجة قد أدت إلى إزالة المغناطيسية من القشرة.

### التكوين المحتمل لفوبوس وديموس عبر تأثير بورياليس

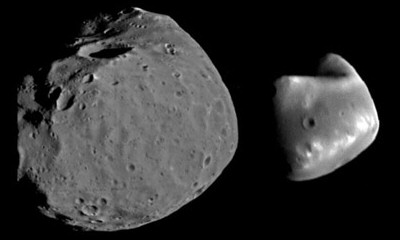
أقمار المريخ: فوبوس وديموس. فوبوس هو أكبر قمران، وهو أقرب الاثنين إلى المريخ. يبلغ متوسط نصف قطر فوبوس 11 كم، بينما يبلغ متوسط نصف قطر ديموس 6 كم.

أصل قمرا المريخ، فوبوس وديموس (في الصورة اليمنى)، غير معروف ولا يزال مثيرًا للجدل. إحدى النظريات هي أن الأقمار تلتقط الكويكبات. ومع ذلك ، فإن المدارات القريبة من المدارات الدائرية والانحدار المنخفض بالنسبة إلى خط الاستواء المريخي لا يتفقان مع فرضية الالتقاط. يشير الكشف عن المعادن الموجودة في فوبوس على غرار تلك الموجودة في الغلاف الصخري المريخي، وكثافة منخفضة بشكل غير عادي ومسامية عالية من فوبوس، بحيث لا يتوقع أن يبقى القمر مجمّعًا إذا تم التقاطه ديناميكيًا، يشير إلى أن الأقمار يمكن أن تكون قد تشكلت عن طريق التراكم في مدار المريخ ، على غرار كيفية تشكل قمر الأرض.
في حين اختلاف تقديرات الكتلة التي تحدث بتأثير بورياليس، تشير المحاكاة إلى أن جسم ما يقرب حجمه من 0.02 كتلة المريخ (~ 0.002 كتل الأرض) في الحجم قادر على إنتاج قرص حطام كبير في مدار المريخ ، بترتيب 5x10 20 كجم ، مع بقاء جزء كبير من المادة بالقرب من المريخ. يقع هذا الرقم في نطاق الكتلة المقدرة اللازمة لتشكيل القمرين ، حيث تشير البيانات الأخرى إلى أن 1٪ فقط من كتلة قرص التنامي تشكل أقمارًا بنجاح. هناك العديد من أحواض التصادم الكبيرة الأخرى على كوكب المريخ والتي يمكن أن تكون قد أخرجت ما يكفي من الحطام لتشكيل الأقمار.